# Taylor-Schechter 16.320
Taylor-Schechter 16.320 (T-S 16.320, Rahlfs 2006) – rękopis zapisany na welinie w formie kodeksu. Jest to palimpsest zawierający Talmud palestyński i kopię Septuaginty. Rękopis jest datowany na koniec V lub VI wiek n.e.

## Opis
Rękopis zachował się w 4 częściach o wymiarze 17,5 na 19 cm. Zawierają one od 10 do 23 linijek. Fragmenty te są w znacznym stopniu uszkodzone, zawierają niewielkie dziury, a tekst jest częściowo wyblakły. Jest to palimpsest zapisany na welinie w formie kodeksu. Tekst górny zawiera hebrajski tekst Talmudu palestyńskiego Moʿed Qaṭan 82a-b; 83b. a tekst dolny to fragment Septuaginty zawierający Psalm 143:1 do Psalmu 144:6. Tekst został napisany regularną okrągłą biblijną majuskułą ze zdobionymi cienki szeryfami kontrastującymi z grubymi literami.
Rękopis został napisany w jednej kolumnie na stronę. Tekst grecki zawiera tetragram zapisany hebrajskimi literami.
Na liście rękopisów Septuaginty według klasyfikacji Alfreda Rahlfsa rękopis ten jest oznaczany numerem 2006.

## Przechowywanie
Rękopis pochodzi z genizy kairskiej. Został podarowany Uniwersytetowi Cambridge przez Solomona Schechtera i Charlesa Taylora w 1898 roku jako część kolekcji z genizy kairskiej Taylor-Schechter.
Rękopis jest przechowywany w Bibliotece Uniwersytetu Cambridge jako część kolekcji Taylor-Schechter Cairo Genizah Collection (Biblioteka Uniwersytetu Cambridge T-S 16.320).